# Mansurowa
Mansurowa (ros. Мансурова) – wieś (dieriewnia) w Rosji, w obwodzie czelabińskim, w rejonie kunaszackim. W 2010 liczyła 191 mieszkańców.